# 슈퍼비트: 소닉
슈퍼비트: 소닉(Superbeat: Xonic)은 누리조이가 개발하여 SCEK가 배급하는 플레이스테이션 비타 전용 리듬 게임이다. 2015년 10월 22일에 발매되었다. BEATCRAFT CYCLON에 이어 두 번째로 만드는 리듬 게임이자 누리조이 최초의 PS VITA 게임이며, DJMAX 포터블 시리즈, 테크니카 튠의 정신적 후속작이다.

## 개요
PS Vita 기기에 맞춘 터치 방식의 플레이는 물론 디제이맥스 포터블 시리즈처럼 타격감을 중시하는 유저들을 위해 버튼 플레이를 지원한다. 다시 말해 디맥 포터블과 비트크래프트 싸이클론이 융합한 형태라고 볼 수 있다. 버튼 플레이 시 누르게 될 버튼은 ↑, ←, ↓, △ , ○, ×이다. 싸이클론의 스윙/조그노트도 나오는데, 아날로그 스틱으로 입력할 수 있다. 하지만 디제이맥스, 이지투디제이/이지투아케이드나 비마니 시리즈의 전통적인 방식인 개별적 키음은 도입되지 않았고, 전작인 비트크래프트 싸이클론과 같은 클랩음 형태를 사용한다. BGA도 싸이클론과 같은 용도로 쓴다.
기존 DJMAX 시리즈나 비트크래프트 싸이클론처럼 피버가 있다. 피버는 자동으로 터지며 틀리면 바로 피버가 꺼지지만 틀리지 않으면 곡의 끝까지 이어진다. 또한 따로 피버 보너스가 존재하는 것으로 보이지만 정작 콤보나 스코어가 오르지 않는 점을 보면 테크니카 시리즈의 피버처럼 정확도 보정일 가능성이 높다.
모드의 경우 4TRAX, 6TRAX, 6TRAX FX, 프리 스타일 모드로 나뉜다. 6TRAX FX에서는 디제이맥스 포터블 시리즈에서의 FX처럼 여러 라인에 걸친 노트가 나오며, L, R 버튼으로 처리한다. 판정선의 경우, 싸이클론의 판정선이 원형이었다면 슈퍼비트 소닉의 판정선은 괄호형이다. 라인도 확실하게 구분해 놓았다. 또한 일반, 롱 노트도 싸이클론의 원형 노트를 포기하고 말굽 비슷한 판 형태의 노트로 바뀌었다. 스윙 노트와 조그 노트는 여전히 원형이지만 스윙 노트는 가운데 판정선에서 나오지는 않고 스윙하는 방향도 판정선이랑 같은 방향으로만 나온다.(이를테면 맨 윗쪽 판정선에서 나올 때는 위로만 움직여주면 되고 맨 아랫쪽 판정선에서 나올 때는 아래로만 움직여주면 된다.) 판정 표시는 싸이클론에서 퍼센트 형식으로 세분했다면 슈퍼비트 소닉에서는 GOOD, PERFECT 같은 식으로 간략화된 판정으로 나오며 롱노트는 콤보는 높아지지만 점수는 하나를 처리한 만큼의 점수를 획득한다. 리절트 창에서는 정확도를 정산해서 정확도와 틀린 것만 확인이 가능하다. 플레이 시연 화면을 보면 PERFECT 100점에 GOOD은 50점으로 설정이 되어있다. 즉 전작의 스코어링과 비교하면 EZ2AC: EV처럼 각 판정마다 정해진 점수를 획득하는 방식으로 바뀌었다. 올 콤보 시 10000점이 추가된다. 퍼펙트 플레이시 랭크는 S++로 나온다. 그 외에도 디제이 랭킹과 백스테이지(아이템, 플레이 기록 확인), 미션 모드인 월드 투어 등이 있다고 한다. 공식 사이트 리절트 창을 통해 익스트림이 삭제되었음을 알 수 있다.

## 작동 방식

### 게임 모드
4TRAX, 6TRAX, 6TRAX FX, 프리 스타일 모드, 디제이 랭킹, 백스테이지(아이템, 플레이 기록 확인), 월드 투어(미션 모드)

### 노트 연주 방법
PS Vita 의 터치스크린 입력 또는 버튼 누름

### 노트 및 판정
- 노트: 말굽판 형태, 단, 스윙 노트와 조그 노트는 원형.
- 키음: 클랩음
- 판정선: 괄호형
- 판정 라인에 따라 노트의 색깔이 다름
- 단계별로 판정
- 피버: 자동으로 터지며 틀리면 바로 피버가 꺼짐. 틀리지 않으면 곡의 끝까지 이어진다.

### 게임 결과창
1. 정확도, 노트 미스 횟수만 확인가능. PERFECT 100점에 GOOD은 50점으로 설정
2. 각 노트의 정확도에 따라 각각 점수부여
3. 노트 올 콤보 시 10000점 추가.

이를 종합하여 랭크를 매기며 퍼펙트 플레이시 랭크는 S++

## 지원 계획
이 게임은 50여 수록곡과 함께 새로운 음악이 추가된다고 하며, 패턴은 마니아 층만 아니라 초보 유저들을 위해 난이도 단계를 다양화하여서 200가지 이상이 나온다고 한다.
2017년에 플레이스테이션 4, 엑스박스 원, 닌텐도 스위치 등에 슈퍼비트 소닉 EX라는 이름으로 이식작이 출시되었다. PM 스튜디오와 라이징 스타에서 유통을 담당하며, 플레이스테이션 비타의 다운로드 가능 콘텐츠의 추가 수록곡들을 기본수록하였으며, 다른 추가 악곡들을 사고 다운로드받을 수 있다.

## 출시과정
- 2015년 3월 18일, 누리조이와 SCEK의 협약 체결 발표
- 2015년 5월 18일, 인터페이스 공개
- 2015년 7월 23일, SCEK 미디어 브리핑에서 시연
- 2015년 8월 6일, 공식 티저 영상 공개
- 2015년 9월 27일, 아크 시스템 웍스가 커버와 게임플레이, 수록곡 정보를 공개
- 2015년 10월 1일, 초회 한정판 및 하드웨어 패키지의 정보 공개
- 2015년 10월 5일, 예약판매 시작
- 2015년 10월 10일, PUNEW의 트위치TV 1차 생방송
- 2015년 10월 12일, PUNEW의 트위치TV 2차 생방송
- 2015년 10월 17일, SCEK 본사에서 슈퍼비트 소닉의 시연회가 열림
- 2015년 10월 19일, 오프닝 영상 및 DLC 관련 정보 공개
- 2015년 10월 22일, 대한민국판 발매, 이와 동시에 1.0.1 버전 패치
- 2015년 10월 23일, 북미판 게임 트레일러 영상 공개
- 2015년 10월 28일, 1.0.2 버전 패치
- 2015년 11월 10일, 북미판, 유럽판 발매
- 2015년 12월 6일, 'XONiC THE LiVE' 콘서트 개최
- 2015년 12월 9일, 1.0.3 버전 패치
- 2015년 12월 10일, 호주판 발매
- 2015년 12월 15일, 1.0.4 버전 패치
- 2015년 12월 17일, 일본판 발매
- 2016년 1월 5일, 1.0.5 버전 패치
- 2017년 1월 30일, 플레이스테이션 4, XBOX ONE 이식판 공개
- 2017년 6월 5일, 플레이스테이션 4, 엑스박스 원 이식판 출시
- 2017년 7월 28일, 닌텐도 스위치 이식판 공개
- 2017년 12월 23일 닌텐도 스위치 이식판 출시